# Villa Nueva (Bolivia)
Villa Nueva è un comune (municipio in spagnolo) della Bolivia nella provincia di Federico Román (dipartimento di Pando) con 1.266 abitanti (dato 2010).

## Cantoni
Il comune è suddiviso in 2 cantoni.
- Villa Nueva
- Perseverancia